# Ngaju
Die Ngaju sind eine indigene Volksgruppe der Insel Borneo. Sie werden zu den Dayak gezählt. Die Ngaju leben im Landesinneren der indonesischen Provinz Kalimantan Tengah, hauptsächlich entlang der Flüsse Barito, Kapuas und Kahayan und zählen etwa 500.000 bis 800.000 Mitglieder. Sie sprechen eine eigene Sprache, das Ngaju, welches zum malayo-polynesischen Zweig der austronesischen Sprachfamilie gehört und sich in weitere Lokaldialekte unterteilt. Die altindonesische Religion der Ngaju wird heute Kaharingan genannt und gilt in Indonesien offiziell als Variante des Hinduismus, da die eingeschränkte Religionsfreiheit in Indonesien keine ethnische Religion anerkennt, der sie tatsächlich anhängen. Jedoch sind inzwischen auch viele Ngaju schon zum Christentum oder Islam übergetreten.
Kosmogonische Mythen, Religion und Totenkult stellen ein äußerst umfangreiches Gedankengebäude dar, dessen vollständige textliche Wiedergabe mehrere tausend Druckseiten umfassen würde. Der schweizerische Missionar und Ethnologe Hans Schärer lebte im Auftrag der Basler Mission von 1932 bis 1939 bei den Ngaju und machte durch seine Forschungen die Ngaju-Traditionen bekannt.